# Nasenbluten
Nasenbluten was een hardcore- en breakcore-project van Mark Newlands, Aaron Lubinski en David Melo.
Van 1993 tot 2001 werden er releases uitgebracht op labels als dEAdGirL, Bloody Fist Records, Industrial Strength, Storm Records Scotland, Strike Records, Mouse Records en Atomic Hardcore Recordings.
De stijl van Nasenbluten werd vaak omschreven als cheapcore omdat de muziek erg goedkoop klonk en werd geproduceerd voor die tijd (16 bit Amiga 500).